# Беренсон, Леон
Леон Беренсон (27 июля 1882, Варшава — 22 апреля 1941, там же) — польский юрист, адвокат, защитник в политических процессах представителей рабочего и революционного движения, а также членов боевой организации Польской социалистической партии.

## Биография
Изучал право в Сорбонне. Позже практиковал со Станиславом Патеком. В 1905—1908 годы защищал в российских судах революционеров ППС и СДКПиЛ, в том числе Г. Барона и Ю. Мирецкого, которые были приговорены к смертной казни и повешены в варшавской крепости, а также Ф. Э. Дзержинского и Я. Квапинского. В 1907—1910 годах был одним из членов совета защиты политзаключённых.
В 1915 году стал членом городского совета Варшавы.
В 1918 году, находясь в Москве успешно провёл переговоры с тогдашним руководителем ЧК , его бывшим клиентом, Ф. Дзержинским, что привело к освобождению Болеслава Венявы-Длугошовского, арестованного ЧК во время дипломатической миссии в России как члена Польской организации войсковой. В это время (1919) жена Беренсона, Бронислава Зельмановна Клячкина (1886—1953), оставив его, вышла замуж за Венява-Длугошовского.
Один из организаторов судебной власти в новой независимой Польше. Активист Лиги защиты гражданских прав и прав человека. В 1935—1938 годах принимал участие в кампании за амнистию политических заключенных, ликвидацию концлагеря в Берёзе-Картузской. Член Высшего совета адвокатов с 1939 года.
Нравственный авторитет. Был депозитарием договора между коммунистами и другими партиями.
В 1920—1923 годах — юридический советник польского посольства в Вашингтоне (США). Позже работал в консульстве Польши в Харькове (УССР). В 1931—1933 годах выступал на Брестском процессе защитником Н. Барлицкого и А. Прагера. В 1937 году вступил в Демократическую партию Польши.
Начало Второй мировой войны встретил в Варшаве. Несмотря на предложенную ему помощь в побеге и убежище, Беренсон остался в оккупированной столице. Оказался в Варшавском гетто.
Считал, что в еврейской полиции в гетто должны служить люди, пользующиеся доверием, честные, образованные, неподкупные, способные своим поведением служить примером для других. Отклонил предлагаемую ему должность коменданта еврейской «Службы порядка» в варшавском гетто.
Перед тем, как оказаться в гетто, Л. Беренсон зарыл свой богатый архив в подвале дома, где помещалась его канцелярия. Архив так и не был найден и вместе с ним погиб большой пласт политической истории Польши.
Умер в гетто во сне. Похоронен на Еврейское кладбище Варшавы.

## Избранные публикации
- Ogólne zasady więziennictwa. (Warszawa, 1917)
- Wewnętrzna organizacya rad miejskich. (Warszawa, 1919)
- Z sali śmierci. Wrażenia obrońcy politycznego. (Warszawa, 1929)

## Награды
- Офицерский крест Ордена Возрождения Польши (1923)
- «Золотые академические лавры» Польской Академии Литературы (1938)

## Память
- Именем Л. Беренсона названа одна из улиц варшавского района Бялоленка.